# 메두사 성운
메두사 성운(Medusa Nebula)은 쌍둥이자리에 있는 오래 된 행성상 성운이다. 매우 오래된 커다란 행성상 성운으로 메두사라는 이름을 가진 이유는 명확하지 않다.
성운 내부에 위치한 푸른 빛을 띠는 별이 항성 진화 마지막에 남은 백색왜성으로, 이 뜨거운 중심별에서 나오는 강한 자외선 복사를 받아 붉은 빛을 발산하고 있다. NGC 목록에도 등록되지 않은 잘 알려지지 않은 천체이다.

## 같이 보기
- 메시에 35